# Maike Siebold

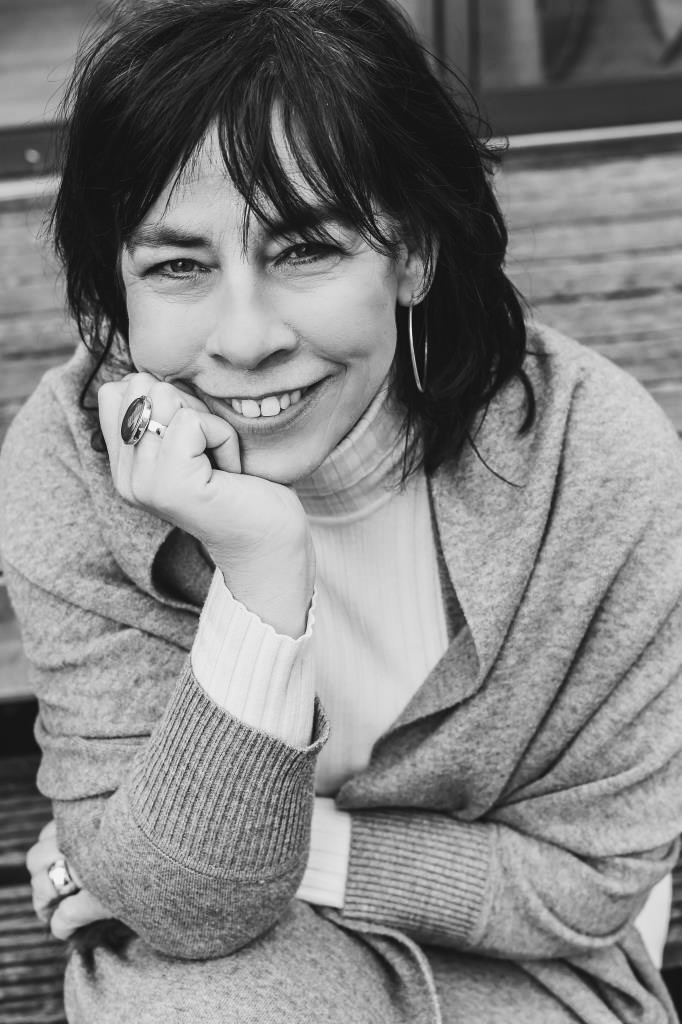
Maike Siebold (Foto: Sandra zur Nieden)

Maike Siebold (* 1965 in Burgsteinfurt) ist eine deutsche Kinderbuchautorin.
Ihr erstes Kinderbuch veröffentlichte Siebold 2020 unter dem Titel Rille aus dem Luftschacht im Südpol-Verlag. Das Buch wurde für den Evangelischen Buchpreis nominiert und vom Leseförderprojekt boys & books als Top-Titel für die Altersklasse 8+ ausgezeichnet. Das Werk wurde außerdem in die Shortlist für den Bad Iburger Kinderliteraturpreis 2022 in der Kategorie Kinderbuch aufgenommen.
Im Jahr 2021 erschien Siebolds zweites Buch Karline und der Flaschengarten ebenfalls im Südpol-Verlag. Es wurde wie auch Rille aus dem Luftschacht von Kai Schüttler illustriert. Im Auftrag der Hilfsorganisation „In Safe Hands e.V.“ veröffentlichte Siebold 2022 das Kinderbuch Rederike und die Kinder vom Vogelberg. Im Jahr 2024 gab die Neukirchener Verlagsgesellschaft gleich zwei Kinder- und Bilderbücher von Maike Siebold heraus: Philia Fenchel und die Sache mit der Liebe sowie Ist nicht so! Margo und die Sache mit den Fragen.
Neben ihrer Tätigkeit als Kinderbuchautorin arbeitet Siebold als Texterin und Konzepterin in einer Bochumer Kommunikationsagentur. Sie ist Autorin von Radiobeiträgen der Kirche im WDR für WDR 2 und 1 Live sowie im Deutschlandfunk und hält Lesungen bei Literaturfestivals wie der lit.Cologne 2022, dem „Hamburger Vorlesevergnügen“ 2022 sowie der „lit.Ruhr“ 2020. Im Verlag Vandenhoeck & Ruprecht veröffentlichte sie 2014 eine Literaturgottesdienstreihe. Siebold ist Mitglied der Ruhrautorinnen.
Siebold hat drei erwachsene Söhne und lebt mit ihrem Ehemann im nördlichen Ruhrgebiet.

## Werke
- Predigen mit moderner Literatur. Vandenhoeck und Ruprecht Verlag, 2014, ISBN 978-3-647-63055-7.
- Rille aus dem Luftschacht. Südpol-Verlag, 2020, ISBN 978-3-96594-059-8.
- Karline und der Flaschengarten. Südpol-Verlag, 2021, ISBN 978-3-96594-110-6.
- Erzählung "Mach Mozart an" in Hereingeflogen!. Klartext-Verlag, 2023, ISBN 978-3-8375-2539-7.
- Philia Fenchel und die Sache mit der Liebe. Neukirchener Verlage, 2024, ISBN 978-3-7615-6984-9.
- Ist nicht so! Margo und die Sache mit den Fragen. Neukirchener Verlage, 2024, ISBN  978-3-7615-6970-2.